# Лазаревская, Юлия Леонидовна
Юлия Леонидовна Лазаревская (укр. Юлія Леонідівна Лазаревська, 6 июля 1945, Киев — 6 ноября 2021, Киев) — советский и украинский звукооператор, сценаристка, режиссёр-документалист и художница. Член Национального союза кинематографистов Украины.

## Биография
Родилась Юлия 6 июля 1945 года в семье служащего. Сестра композитора Т. Л. Лазаревской-Дикаревой, жена режиссёра-документалиста Георгия Шкляревского. Окончила музыкально-педагогический факультет Киевского государственного педагогического института им. М. Горького (1967).
Работала на студии «Киевнаучфильм».
Оформила фильмы: «Биосфера. Время осознания» (1974), «Компьютер и загадка Леонардо», «Алмазная тропа» (1975), «Альтернатива колеса» (1980), «Академик Глушков» (1981), «Царапина на льду» (1983), «На прицеле ваш мозг» (1984, музыкальное оформление), «Только действующий» (1985), «Вместе с Макаренко» (1987), «9 лет с экстрасенсами» (1989) и др.
Сотрудничала с кинорежиссёрами Ф. Соболевым, В. Олендером, А. Борсюком, А. Роднянским в фильмах: «У источников человечества» (1976), «Дерзайте, вы — талантливые» (1979) «Когда исчезают барьеры» (1981), «Киевская симфония» (1982) и других.
Автор сценариев и режиссер фильмов: «Золото скифов» (1991), «Георгий Нарбут. Живые картины», «Другая половина» (1995), «Антология лишних» (1997), «Меандр» (1998), «Сонет 29» (2000), «Юндерсюрприз» (2001), «Без пафоса» (2002), «Якутовичи» (2007), «Игорь Шамо. Постлюдия» (2014), «Общая тетрадь» (2016, по сценарию Сергея Тримбача — лента освещает драматичный период жизни режиссёра и писателя Александра Довженко во время бурных событий 1939—1945 годов) и т.д.
Как скульптор и художница принимала с 1987 года участие во многих выставках.
Стала «Художником года» и получила Главный приз на V Международном фестивале в Киеве.